# David Koepp
David Koepp   (Pewaukee, 9 de juny de 1963) és un guionista i director de cinema estatunidenc.

## Biografia

### Carrera
Com a guionista, Koepp ha estat involucrat en alguns dels majors èxits de taquilla cinematogràfics de Hollywood, tals com Parc Juràssic, Missió: Impossible, i Spider-Man. També va participar en la redacció del guió, al final va ser desacreditat d'aquest, per a l'adaptació de Men in Black, després d'haver estat contractat per Steven Spielberg. Temps després, va ser contactat per a escriure el guió de Men in Black II, però va rebutjar el mateix a causa del fet que es trobava treballant en l'adaptació de Spider-Man. Koepp va tenir una breu aparició, com el personatge del "bastard desafortunat" a El món perdut: Jurassic Park, en la qual es va ocupar com a auxiliar de la direcció.
Part de la seva filmografia inclou a Secret Window, L'últim esglaó, The Trigger Effect i L'habitació del pànic. L'any 2002, va crear la sèrie de televisió Hack, protagonitzada per David Morse. Els seus últims treballs han estat en les adaptacions d'Indiana Jones i el regne de la calavera de cristall i Ghost Town.

### Vida personal
Koepp va néixer en Pewaukee, Wisconsin, dintre d'una família conformada per terapistes, que eren propietaris d'una companyia publicitària. Té 2 germans, anomenats Stephen Koepp i Jeff Koepp, i una germana, Cathy Maki. A més, és pare de 3 fills: Ben Koepp, Nick Koepp i Henry Koepp. La seva esposa és Melissa Thomas.

## Filmografia

### Guionista
- Apartment Zero (1988)
- Males influències (Bad Influence) (1990)
- I Come In Peace (1990)
- Soldats de joguina (Toy Soldiers) (1991)
- Death Becomes Her (1992)
- Parc Juràssic (Jurassic Park) (1993)
- Atrapat pel passat (Carlito's Way) (1993)
- The Paper (1994)
- The Shadow (1994)
- Suspicious (1994)
- Missió: Impossible (Mission: Impossible) (1996)
- The Trigger Effect (1996)
- Homes de Negre (Men in Black) (desacreditat) (1997)
- El món perdut: Jurassic Park (The Lost World: Jurassic Park) (1997)
- Snake Eyes (1998)
- L'últim esglaó (Stir of Echoes) (1999)
- L'habitació del pànic (Panic Room) (2002)
- Spider-Man (2002)
- La finestra secreta (Secret Window) (2004)
- Zathura: Una aventura espacial (Zathura: A Space Adventure) (2005)
- La guerra dels mons (War of the Worlds) (2005)
- Indiana Jones i el regne de la calavera de cristall (Indiana Jones and the Kingdom of the Crystal Skull) (2008)
- Ghost Town (amb John Kamps) (2008)
- Sins of the Round Table (2008)
- Assalt al tren Pelham 1, 2, 3 (The Taking of Pelham 1 2 3) (2009)
- The Mummy (2017)
- Indiana Jones i el dial del destí (Indiana Jones and the Dial of Destiny) (2023)

### Director
- Suspicious (1994)
- The Trigger Effect (1996)
- L'últim esglaó (Stir of Echoes) (1999)
- Suspens (2003) (TV)
- La finestra secreta (Secret Window) (2004)
- Ghost Town (2008)